# Ramona Portwich
Ramona Portwich (n. 5 ianuarie 1967, Rostock, RDG) este o canoistă ce a reprezentat Germania, medaliată olimpică. A participat la 3 ediții ale Jocurilor Olimpice (1988, 1992, 1996) în care a câștigat 3 medalii de aur și două medalii de argint.